# Dardistan
Dardistan és un terme inventat per Gottlieb William Leitner per designar els territoris del nord-oest de Pakistan, Caixmir i part de l'Afganistan, amb predomini de les llengües dàrdiques i kafirs. En un sentit més limitat cobreix els territoris de llengua xina (shina) a la zona de Gilgit, conegut com a Yaghistan; i en sentit més ampli inclou el Balawaristan i els antics estats tributaris d'Hunza, Nagar, Chitral i Yasin, zona que després fou coneguda com a Kafiristan.
Agafa el seu nom de la mitologia índia que esmenta el país dels dardes. Heròdot (III. 102-105) és el primer que en parla i situa el país dels dardes entre Caixmir i Afganistan, però no utilitza la paraula "dard". Estrabó i Plini el Vell esmenten els dardae o derdae; els autors sànscrits parlen dels darada (en lloc de darda) que van estar sota influència del budisme.
Els pobles dàrdics no tenen un nom comú. Cada grup viu a una vall i té el seu propi nom. El 1831 Sayyid Ahmad Brelwi fou derrotat a Balakot pels sikhs dirigits pel príncep Shir Singh (fill del senyor de Lahore Ranjit Singh) i els seus seguidors (mudjahidin) es van refugiar a Yaghistan i l'activitat va provocar el tancament de la zona (que va durar dos segles, fins al 1959). La història del Dardistan fou escrita per primer cop per Gottlieb William Leitner després de visitar la zona, el 1866. Els pobles dards es van enfrontar als Dogra de Caixmir que van fer diverses expedicions en temps de Gulab Singh. El 1850 els caixmiris van ser derrotats escandalosament pel grup dàrdic dels txiles, però van prendre revenja l'any següent conquerint la seva principal fortalesa sota la direcció de Bakhshi Hari Singh i Divan Hari Chand, i dispersant a les tribus dàrdiques que venien en el seu ajut. Els estats d'Hunza i Nagar mai foren vassalls de Caixmir.
L'islam és la religió dominant; una forma de xiisme està present a Hunza, Nagar i part de Chitral que reconeix a l'Aga Khan; la resta és sunnita.